# Ambrosio Aureliano

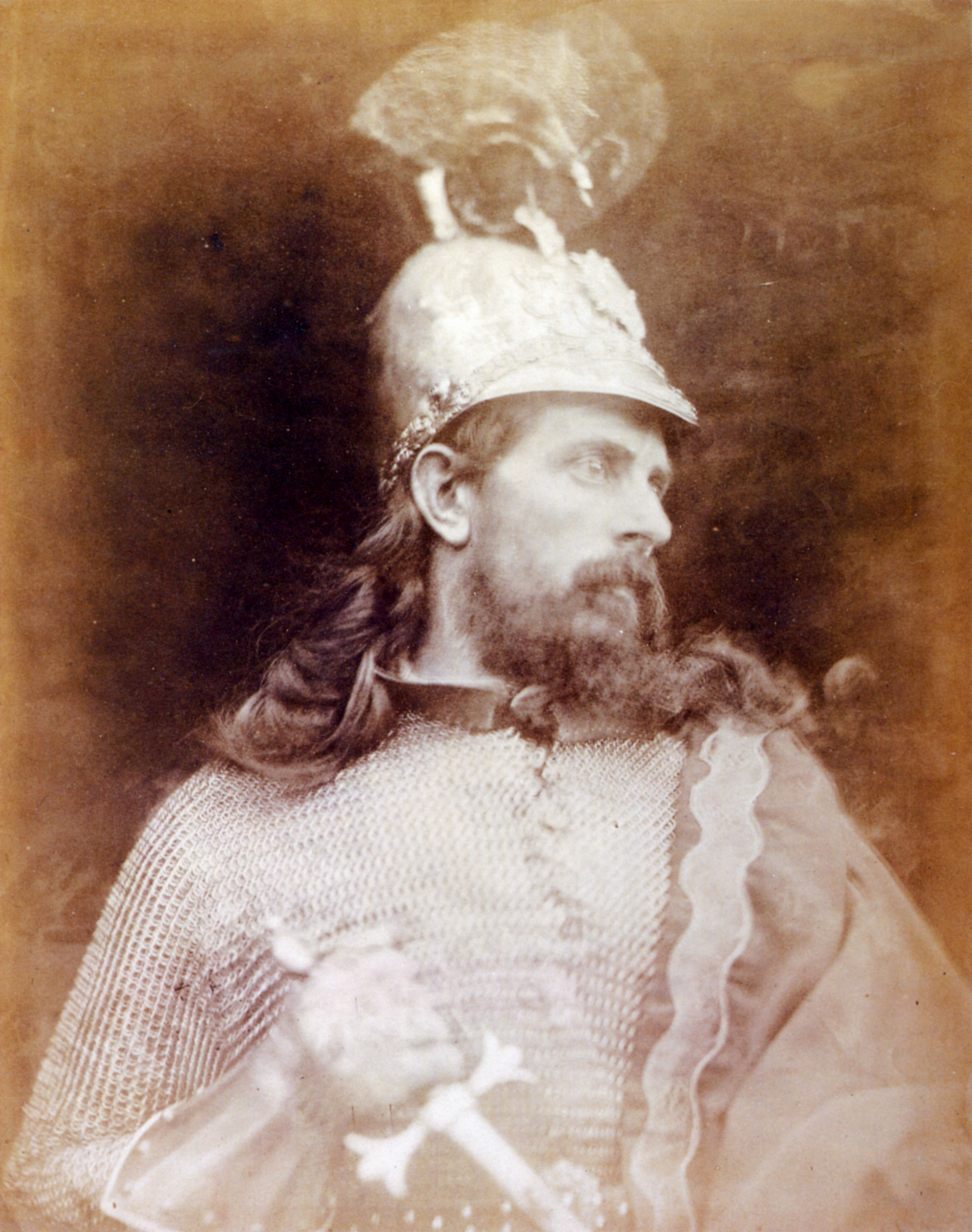
El Rey Arturo pudo ser Ambrosio Aureliano, un ducatur celtorromano.

Ambrosio Aureliano, incorrectamente mencionado en la Historia Regum Britanniae de Godofredo de Monmouth como "Aurelius Ambrosius", fue, de acuerdo con Gildas y con las leyendas conservadas en la Historia Britonum ("Historia de los Britones"), un líder britanorromano que ganó importantes batallas contra los anglosajones en el siglo V. Según el Annal Chronicon Maiora de Gildas, Ambrosio llegó al poder en 479. Algunos estudiosos han especulado sobre la posibilidad de que fuera el líder britanorromano en la batalla del Monte Badon, por lo que podría ser la base histórica del rey Arturo.

## Aureliano de acuerdo con Gildas
Ambrosio es una de las pocas personas a las que Gildas llama por su nombre en su sermón De Excidio Britanniae y el único que pertenece al siglo V. Tras el devastador asalto de los anglosajones, los supervivientes se unieron bajo el liderazgo de Ambrosio, quien es descrito como "un caballero que, quizá sin la ayuda de los romanos, sobrevivió a esta notable tormenta. Seguramente sus padres, quienes habían vestido la púrpura, murieron en esta invasión. Sus descendientes, hoy en día, poseen menos poder que su abuelo (en el original, avita)". Se conoce por Gildas que Ambrosio nació en una familia poderosa y que tenía ancestros romanos; presumiblemente era britanorromano y no un ciudadano romano de otra parte del imperio, aunque es imposible decirlo con seguridad. También se indica que Ambrosio era cristiano: Gildas escribió que ganó sus batallas "con la ayuda de Dios". De acuerdo con Gildas, Ambrosio organizó a los supervivientes en una fuerza armada y logró la primera victoria militar sobre el invasor sajón. Sin embargo, esta victoria no resultó decisiva: "Unas veces los sajones, y otras veces los ciudadanos (refiriéndose a los habitantes celtorromanos), vencían".
Dos puntos en esta breve descripción han atraído muchos comentarios por parte de los estudiosos del tema: el primero es qué quiere decir Gildas al comentar que los padres de Aurelio “habían vestido la púrpura”. ¿Significa esto que Ambrosio estaba relacionado con uno de los emperadores romanos, quizá con la Casa de Teodosio o con Constantino III? Esto parece improbable. Los senadores romanos vestían ropas con una banda púrpura para denotar su clase, por lo que Gildas se podía referir a la herencia aristocrática de Ambrosio. Por otra parte, los tribunos militares, tribuni militum, vestían una banda púrpura similar, por lo que podría referirse a un antecedente de liderazgo militar en la familia de Ambrosio. También se ha sugerido que "púrpura" es un eufemismo para sangre y que, por consiguiente, "vestir la púrpura" podría hacer referencia a un martirio.
La segunda cuestión es el significado de la palabra avita: ¿significa "ancestros", o Gildas pretendía decir más específicamente "abuelo", indicando de este modo que Ambrosio vivió en una generación anterior a la Batalla del Monte Badon? La falta de información de este periodo impide obtener una respuesta decisiva para estas cuestiones.

## Otros relatos sobre Ambrosio
Beda continúa con el relato de Gildas en su escrito Historia ecclesiastica gentis Anglorum pero, en su "Chronica Maiora", data la victoria de Ambrosio en el reinado del Emperador Zenón (474-491).
La Historia Britonum, anteriormente atribuida a Nennio o Nennius, conserva varios retazos de tradición popular sobre la vida de Ambrosio. El más significativo de estos es la historia sobre Vortigern y los dos dragones debajo de Dinas Emrys (en galés, "La Fortaleza de Ambrosio"), descrita en los capítulos 40-42. Esta historia fue contada otra vez con más detalle por Godofredo de Monmouth en Historia Regum Britanniae, combinando el personaje de Ambrosio con la tradición galesa de Merlín "El Visionario", conocido por sus predicciones sobre las victorias futuras de los habitantes nativos de Britania sobre los sajones y los normandos. Godofredo también le nombra como uno de los tres hijos de Constantino III, junto con Constante II y Uther Pendragon.
En la Historia Britonum se conservan, además, pequeños retazos de una tradición anterior: en el capítulo 31, por ejemplo, se explica que Vortigern gobernaba con temor a Ambrosio; más tarde, en el capítulo 66, varios eventos son datados a partir de la Batalla de Guoloph (identificada normalmente con Wallop, a quince kilómetros al sudeste de Amesbury, cerca de Salisbury), que se libró entre Ambrosio y Vitolino; finalmente, en el capítulo 48 se relata cómo Ambrosio, el "rey de reyes de la nación británica", garantizó a Pascent, hijo de Vortigern, el gobierno sobre las regiones de Buellt y Gwrtheyrion. No está claro cómo estas tradiciones están relacionadas unas con otras, o si todas provienen de la misma tradición, siendo muy posible que se refieran a Ambrosios diferentes. La Historia Britonum data la "Batalla de Guoloph" en 439, unos cuarenta o cincuenta años antes de las batallas que, según Gildas, fueron comandadas por Ambrosio Aureliano.
Al final del relato, en los capítulos 40-42, Vortigern entrega a Ambrosio "la fortaleza, junto con todos los reinos del oeste de Britania". En el capítulo 48, Ambrosio Aureliano es descrito como "rey de reyes de la nación británica". Es imposible decir qué grado de poder político alcanzó Ambrosio', y sobre qué zona, pero es bastante probable que gobernara sobre alguna parte de Inglaterra. Léon Fleuriot sugirió que Ambrosio era idéntico a Riotamus, aquel líder britón que luchó en una importante batalla contra los godos en Francia alrededor del año 470. Fleuriot argumenta que Ambrosio lideró a los britones en la batalla, en la cual fue derrotado y obligado a retirarse a Borgoña. Más tarde, regresó a Britania para continuar luchando contra los sajones.
Ambrosio vuelve a aparecer en la posterior tradición pseudocrónica, comenzando con la Historia Regum Britanniae, en la que su nombre es transformado en Aurelio Ambrosio, y en la que se le presenta como hijo del rey Constantino. Cuando el hijo mayor de Constantino, Constante, es asesinado en una revuelta causada por Vortigern, los dos hijos restantes, Ambrosio y Uther, aun muy jóvenes, son rápidamente enviados al exilio en Bretaña (lo cual no concuerda con el relato de Gildas, en el que la familia de Ambrosio pereció en la revuelta de los sajones). Más tarde, cuando el poder de Vortigern declina, los dos hermanos vuelven de su exilio con un gran ejército y destruyen a Vortigern, convirtiéndose en amigos de Merlín. 
Los galeses, posiblemente, poseían en su tradición dos Ambrosios diferentes, a quienes Godofredo de Monmouth confundió. En idioma galés, Ambrosio aparece como Emrys Wledig. Merlín es nombrado por Roberto de Boron simplemente como Pendragon y su hermano más joven como Uther, nombre que cambia tras la muerte de Pendragon a Utherpendragon. Esto es, probablemente, una confusión que se adentra en la tradición oral del Roman de Brut de Wace. Wace normalmente solo se refiere a le roi (el rey, en francés) sin ponerle un nombre, y alguien tomó una temprana mención del epíteto Pendragon de Uther como el nombre de su hermano.

## Bandos opuestos
Debido a que Ambrosio y Vortigern son mostrados en la Historia Britonum como dos personajes en conflicto, algunos historiadores han deducido que esto demuestra una base histórica para la existencia de dos bandos enfrentados entre sí, uno liderado por Ambrosio y otro por Vortigern.
El arqueólogo británico J.N.L. Myres desarrolla esta sospecha y propone la teoría de que el pelagianismo reflejaría una posición provincial en Britania, y estaría representada por Vortigern, mientras que Ambrosio representaría al "bando" católico. Una interpretación alternativa más simple del conflicto entre estas dos figuras es que la Historia Britonum conserva tradiciones contrarias a los pretendidos descendientes de Vortigern, quienes, en la época, eran una casa gobernante en el Reino de Powys. Esta interpretación se sustenta en la naturaleza negativa de todas las historias reescritas en la Historia Britonum sobre Vortigern, incluido su supuesto incesto. 
S. Appelbaum ha sugerido que el nombre de Amesbury (Wiltshire) podría hacer referencia al nombre de Ambrosio, y que quizá esta localidad fuera la sede de su poder al final del siglo V. Los estudiosos de la toponimia británica han encontrado varios nombres en las regiones en las que se habla el dialecto central de Inglaterra que incorporan el elemento “ambre” (de "Ambrosius; Ambrosio"): Ombersley en Worcestershire; Ambrosden en Oxfordshire; Amberley en Herefordshire; y Amberley en Gloucestershire. Estos estudiosos han afirmado que este elemento representa la palabra en inglés antiguo amor, el nombre de un pájaro silvícola. De todas formas, Amesbury se encuentra en una zona lingüística distinta, y no se ajusta fácilmente con el patrón dialectal de los nombres antes mencionados. Esto convierte la sugerencia de Appelbaum en la más probable. Si se combina esta etimología con la tradición descrita por Godofredo de Monmouth, en la que se afirma que Ambrosio ordenó la construcción de Stonehenge, dentro del municipio de Amesbury (y donde se supone que Ambrosio está enterrado), y con la presencia de una fortaleza de la Edad de Hierro también en ese municipio, entonces es tentador el conectar a este oscuro personaje con Amesbury.

## Aureliano en la ficción
En Las nieblas de Avalon, de Marion Zimmer Bradley, Aureliano es descrito como el envejecido rey de toda Britania, un hombre "demasiado ambicioso", hijo de un "emperador romano del oeste". El hijo de su hermana es Uther Pendragon pero, de alguna manera, a Uther se le describe como un personaje sin sangre romana. Extrañamente, Aureliano es incapaz de reunir bajo su liderazgo a los nativos celtas, quienes rehúsan seguir a nadie que no posea su propia sangre.
En El ciclo Pendragon, de Stephen R. Lawhead, Ambrosio Aureliano, llamado aquí "Aurelio", es un personaje de poca importancia que muere asesinado poco después de convertirse en rey de Prydein. Lawhead altera algo el estándar del relato artúrico, haciendo que Aurelio se case con Igraine y se convierta en el padre verdadero del rey Arturo. 
En La última legión, de Valerio Massimo Manfredi, Aureliano es un personaje principal mostrado como el último leal a Roma, que viaja enormes distancias por su emperador menor de edad Rómulo Augusto, cuyo poder le ha sido arrebatado por el bárbaro Odoacro. En esta historia, Rómulo Augusto se casa con Igraine y la espada Caliban de Julio César se convierte en la legendaria Excalibur en Britania. A juzgar por su situación (un britanorromano en la Britania posromana y luchando en el Monte Badon), el protagonista de la película del 2004 El Rey Arturo estaba basado en Aureliano, a pesar de que el nombre de dicho protagonista (Artorius Castus) proviene de otra fuente histórica de Arturo. La capital de su reino, Camelot, era un fuerte romano que controlaba el Muro de Adriano.
La cueva de cristal, de Mary Stewart, imita a Godofredo de Monmouth llamándole también Aurelio Ambrosio, y lo describe como el padre de Merlín, el hermano mayor de Uther -por lo tanto, tío de Arturo-, un iniciado de Mitra y generalmente admirado por todos, excepto por los sajones. La mayor parte de la narración está situada en Bretaña o durante la campaña de Ambrosio para reconquistar su trono a Vortigern. 
Novelas posteriores muestran que la actitud de Merlín hacia Arturo está marcada por la creencia del mago de que este es una reencarnación de Ambrosio, quien es visto, a los ojos de Merlín, como un buen modelo de realeza.
En la serie de televisión Stargate SG-1, en los capítulos 1 y 2 "Avalon 1ª" y "2ª parte", de su novena temporada, se introduce la leyenda del rey Arturo. Un holograma de Merlín, quien es en realidad un ser ascendido de la raza de los "Antiguos" (primera evolución de seres humanos), confirma que el rey Arturo fue en realidad Ambrosio Aureliano, quien fue guiado por Merlín para convertirse en la leyenda que es hoy.

## En el cine
| Año  | Título           | Director    | Intérprete  |
| ---- | ---------------- | ----------- | ----------- |
| 2007 | La última legión | Doug Lefler | Colin Firth |